# Санъге (станция метро)
«Санъге» (кор. 상계역) — эстакадная станция Сеульского метро на Четвёртой линии; конечная станция линии в период 20 апреля 1985 года — 21 апреля 1993 года. Она представлена двумя боковыми платформами. Имеет 4 выхода. Станция обслуживается транспортной корпорацией Сеул Метро. Расположена в квартале Санъге-дон (адресː 173 Bonji Sanggye 5-dong) района Новонгу города Сеул (Республика Корея). На станции установлены платформенные раздвижные двери.
Пассажиропоток — 44 024 чел/день (на январь-декабрь 2012 года).
Станция была открыта 20 апреля 1985 года.
Открытие станции было совмещено с открытием первой очереди Четвёртой линии — участка Санъге—Университет Хансун длиной 11,8 км и еще 9 станцийː Новон (411), Чандон, Танъгмун, Сую, Миа, Миасагори, Кирым, Женский университет Сонсин и Университет Хансон (419).